# Ermes Colombini
| 58580 Elenacuoghi | 24 settembre 1997 |
| 10722 Monari      | 1º ottobre 1986   |
| 145709 Rocknowar  | 28 settembre 1981 |
| 321802 Malaspina  | 15 settembre 1977 |

Ermes Colombini (Modena, 12 marzo 1956) è un astronomo amatoriale italiano.

## Carriera
Per quasi trent'anni, dal 1976 alla chiusura nel 2004, ha fatto parte dello staff dell'Osservatorio San Vittore, ( https://www.gizarastro.it/SanVittore.html) presso Bologna, al quale si era rivolto, ventenne, per avere dati utili al calcolo delle orbite dei pianetini. Ne è nato un progetto che ha portato alla scoperta di 186 pianetini di cui 101 completamente nuovi e 85 riscoperti.
Il Minor Planet Center gli accredita la scoperta di quattro asteroidi, individuati tra il 1977 e il 1997.
Nel 1981 ha ricevuto il Premio Cerulli della Società Astronomica Italiana (https://www.sait.it/) per il suo lavoro su 2235 Vittore.
Gli è stato dedicato l'asteroide 7030 Colombini, scoperto nel 1993 dagli astrofili dell'Osservatorio Astronomico Santa Lucia di Stroncone.
Nel 1995 ha ricevuto il Premio "Paolo Senegalliesi" dell'Unione Astrofili Italiani https://www.uai.it/sito/ con la motivazione: << per essersi dedicato alla ricerca di pianetini poco studiati, scoprendone di nuovi, giungendo ad assegnare loro denominazioni definitive, e suscitando con la sua attività l'interesse e l'emulazione di numerosi astrofili italiani che, crescendo anche alla luce della sua esperienza, oggi costituiscono una forte realtà scientifica di cui l'ambiente astronomico italiano va fiero.>>
Parallelamente all'attività di osservazione e calcolo, ha esercitato la professione di bancario, ora in pensione.
Dal 2004 prosegue l'attività astrometrica misurando immagini di pianetini e comete sulle lastre della Digitized Sky Survey https://archive.stsci.edu/dss/.
Dal 2021 ha aderito al progetto ALE (https://www.ale-astrometry.org/) per la digitalizzazione delle vecchie posizioni di pianetini e comete non presenti nel database del Minor Planet Center ma pubblicate sulle storiche riviste di astronomia: Astronomische Nachritchen, Astronomical Journal, Bulletin Astronomique e Journal des Observateurs,  A tutto Dicembre 2023 ha digitalizzato quasi 90.000 posizioni mancanti e c'è ancora tanto da fare ...